# Оганісян Санасар Размікович
Санасар Размікович Оганісян (5 лютого 1960, Москва, СРСР) — радянський борець вільного стилю, олімпійський чемпіон.

## Біографія
Санасар Размікович Оганісян народився 5 лютого 1960 року в Москві. У 1978 році став чемпіоном Європи серед юніорів. Наступного року Санасар переміг на юніорському чемпіонаті світ,  а в 1980 році став чемпіоном Європи. На Літніх Олімпійських іграх 1980 Санасар також здобув перемогу. У 1981 році спортсмен став чемпіоном світу. Закінчив Московський інженерно-будівельний інститут. 